# Évêché titulaire d'Abthugni
Abthugni est un siège titulaire de l'Église catholique romaine.

## Ancien évêché
Il remonte à l'évêché désaffecté de l'ancienne ville antique d'Abthugni, qui se trouvait dans la province romaine  d'Afrique proconsularis, au nord de la Tunisie. Cet évêché était affecté à la province ecclésiastique de Carthage, dont il était suffragant.
Il fut perquisitionné en 303 par le duumvir Alfius Ceacilianus, tisserand et tailleur.
Les évêques connus sont:
- Felix d'Abthugni, au début du IIIe siècle
- Magnus, 345-348
- Felix, 411
- Saturnus, 525

Ce diocèse a disparu à la fin du VIIe siècle lors de l'invasion musulmane.

## Évêché titulaire
| Évêques titulaires d'Abthugni |                              |                                               |                  |                   |
| Non.                          | Nom de famille               | Bureau                                        | de               | à                 |
| 1                             | Albert Joseph Tsiahoana (de) | Évêque auxiliaire à Diégo-Suarez (Madagascar) | 10 février 1964  | 13 avril 1967     |
| 2                             | André-Pierre-François Fauvel | Évêque émérite à Quimper-Léon (France)        | 28 février 1968  | Dix décembre 1970 |
| 3                             | Felix Alaba Adeosin Job      | Évêque auxiliaire à Ibadan (Nigéria)          | 11 mars 1971     | 5 octobre 1974    |
| 4e                            | Emmanuel Lê Phong Thuân (de) | Évêque coadjuteur de Cân Tho (Vietnam)        | 6 juin 1975      | 20 juin 1990      |
| 5                             | Leonard Hsu Ying-fa (de) OFM | Évêque auxiliaire à Taipei (Taïwan)           | 6 octobre 1990   | 2 mars 2003       |
| 6e                            | Paul Henry Walsh (en)        | Évêque auxiliaire à Rockville Center ( USA )  | 3 avril 2003     | 18 octobre 2014   |
| 7e                            | Adelio Pasqualotto (pt)      | Vicaire apostolique de Napo (Equateur)        | 12 décembre 2014 |                   |